# Paramètres d'accélération non gravitationnelle
Les paramètres d'accélération non gravitationnelle sont des paramètres utilisés pour décrire la trajectoire d'objets célestes (généralement des comètes, mais parfois aussi des planètes mineures) dont le mouvement est affecté par d'autres facteurs que la gravitation. Ces paramètres sont utilisés pour les objets dont le mouvement ne peut pas être convenablement décrit en ne prenant en compte que l'influence gravitationnelle des autres corps, non seulement celle du Soleil bien sûr mais aussi celle des planètes et éventuellement des corps plus petits.

## Causes
Les causes de ces accélérations non gravitationnelles peuvent être l'activité de l'objet (cas le plus courant), l'effet Yarkovsky ou la pression de rayonnement.

## Paramètres
Trois paramètres sont utilisés :
- A1, le paramètre d'accélération radiale ;
- A2, le paramètre d'accélération transverse ;
- A3, le paramètre d'accélération normale.

L'équation du mouvement non gravitationnel « symétrique » d'une comète a la forme vectorielle suivante :
{\displaystyle {\ddot {\vec {r}}}+k^{2}{\frac {\vec {r}}{r^{3}}}={\frac {\partial R}{\partial r}}+A_{1}g(r){\vec {R}}+A_{2}g(r){\vec {T}}+A_{3}g(r){\vec {N}}}
où :
- {\displaystyle {\vec {r}}} est le vecteur rayon de la comète,
- k est la constante gravitationnelle de Gauss
- R est la fonction de perturbation planétaire,

La fonction g(r), liée au modèle gelé de noyau cométaire de Whipple, a la forme suivante :
{\displaystyle g(r)=\alpha \left({\frac {r}{\rho }}\right)^{-\mu }\left[1+\left({\frac {r}{\rho }}\right)^{\nu }\right]^{-\kappa }}
avec :
- {\displaystyle \alpha } = 0,111262 (pour avoir g(1) = 1)
- {\displaystyle \rho } = 2,808 ua
- {\displaystyle \mu } = 2,15
- {\displaystyle \nu } = 5,093
- {\displaystyle \kappa } = 4,6142

Les vecteurs unitaires {\displaystyle {\vec {R}}}, {\displaystyle {\vec {T}}} et {\displaystyle {\vec {N}}} sont définis en coordonnées orbitales comme les vecteurs unitaires radial, transverse et normal respectivement :
{\displaystyle {\vec {R}}={\frac {\vec {r}}{r}}} ; {\displaystyle {\vec {T}}={\frac {r{\dot {\vec {r}}}-{\dot {r}}{\vec {r}}}{h}}} ; {\displaystyle {\vec {N}}={\frac {\vec {h}}{h}}}, avec {\displaystyle {\vec {h}}={\vec {r}}\wedge {\dot {\vec {r}}}}
Pour prendre en compte l'asymétrie du dégazement de la comète, on remplace g(r) par g(r′), avec r′(t) = r(t-{\displaystyle \tau }), où {\displaystyle \tau }, l'écart entre le moment du maximum  de g(r) et le moment du périhélie, est un paramètre supplémentaire ajusté dans le modèle.